# 자연의 권리
자연의 권리(Rights of nature) 또는 지구권(Earth rights)은 기본적 인권의 개념과 유사하게, 생태계와 생명종에 내재된 권리를 기술하는 법률적, 사법적 이론이다. 자연의 권리 개념은 20세기 근대법이 일반적으로 자연을 소유하고, 사용하고, 질이 저하되는 "자원"으로서 간주하는 형식에 기초하고 있기 때문에 그에 도전한다. 찬성론자들은 자연의 권리에 기반을 둔 법이 인류가 현대적 시스템 기반 과학에 부합하여 일관되고 적절하게 행동하도록 이끈다고 주장한다. 이는 인간과 자연계가 근본적으로 상호 연결되어 있다고 보기 때문이다.

## 자연의 권리 입법 사례

### 에콰도르 헌법
2008년, 에콰도르 국민들은 자연의 본질적인 권리, 즉 파차마마(Pachamama)를 인정하기 위해 헌법을 개정했다. 이 법적 텍스트는 아마존을 보호하기 위한 원주민 권리 운동의 우주론과 행동의 결과로 시작되었다. 그것은 수마카우사(sumak kawsay, 스페인어로 "buen vivir", 영어로는 "좋은 삶")의 개념과 일치하는 것인데, 인간과 조화를 이루는 삶을 생태계의 부분으로써 감싸안는 것이다.

## 같이 보기
- 동물권
- 심층 생태학